# 胡里奥·恩西索
胡里奧·塞薩爾·恩西索·埃斯皮諾拉（西班牙語：Julio César Enciso Espínola，2004年1月23日—），是一名巴拉圭足球運動員，司職前鋒，目前正效力英超球會布萊頓。巴拉圭國家足球隊成員。

## 榮譽

### 俱樂部
亞松森自由
- 巴拉圭足球甲級聯賽冠軍 : 2021春季
- 巴拉圭盃冠軍 : 2019

## 外部連結
- Soccerway資料庫：胡里奥·恩西索
- 胡里奥·恩西索在 National-Football-Teams.com 上的出场纪录